# André Horta
André Filipe Luz Horta (Almada, 7 de noviembre de 1996) es un futbolista portugués. Juega de centrocampista y su equipo es la U. D. Almería de la Segunda División de España.
Es hermano del también futbolista Ricardo Horta.

## Selección nacional
Ha sido internacional con las selecciones sub-18 a sub-21 de Portugal en 28 ocasiones anotando cuatro goles.

## Clubes
| Club                      | País           | Año       |
| ------------------------- | -------------- | --------- |
| Vitória Setúbal           | Portugal       | 2014-2016 |
| S. L. Benfica             | Portugal       | 2016-2018 |
| S. C. Braga (cedido)      | Portugal       | 2017-2018 |
| Los Angeles F. C.         | Estados Unidos | 2018-2019 |
| S. C. Braga               | Portugal       | 2019-     |
| Olympiacos F. C. (cedido) | Grecia         | 2024      |
| Olympiacos F. C. (cedido) | Grecia         | 2025      |
| U. D. Almería (cedido)    | España         | 2025-     |

## Palmarés

### Campeonatos nacionales
| Título                      | Club             | País     | Año  |
| --------------------------- | ---------------- | -------- | ---- |
| Supercopa de Portugal       | S. L. Benfica    | Portugal | 2016 |
| Primeira Liga               | S. L. Benfica    | Portugal | 2017 |
| Copa de Portugal            | S. L. Benfica    | Portugal | 2017 |
| Supercopa de Portugal       | S. L. Benfica    | Portugal | 2017 |
| Copa de la Liga de Portugal | S. C. Braga      | Portugal | 2020 |
| Copa de Portugal            | S. C. Braga      | Portugal | 2021 |
| Superliga de Grecia         | Olympiacos F. C. | Grecia   | 2025 |
| Copa de Grecia              | Olympiacos F. C. | Grecia   | 2025 |

### Campeonatos internacionales
| Título                             | Club             | Sede   | Año  |
| ---------------------------------- | ---------------- | ------ | ---- |
| Liga Europa Conferencia de la UEFA | Olympiacos F. C. | Atenas | 2024 |